# Arturo Puente
Arturo Puente (Estella, Navarra, 1988) és un periodista navarrès establert a Catalunya.
Es va llicenciar en periodisme a la Universitat de Navarra, i es va establir a Barcelona el 2012, on es va especialitzar en política. Treballa a eldiario.es, però també col·labora o ha col·laborat amb diversos mitjans de comunicació, com el diari Gara, TV3, Rac1, Catalunya Ràdio i la Cadena Ser.